# Shannon Murphy
Pour les articles homonymes, voir Murphy.
Shannon Murphy est une réalisatrice et metteuse en scène australienne.
Elle a fait ses débuts au cinéma en 2019 avec Milla (Babyteeth), pour lequel elle est nommée pour le British Academy Film Award de la meilleure réalisation en 2021.

## Filmographie partielle

### Au cinéma
Courts métrages
- 2013 : The Comeback
- 2014 : Kharisma
- 2014 : Love Me Tender
- 2015 : Pineapple Squat
- 2016 : Eaglehawk

Longs métrages
- 2019 : Milla (Babyteeth)